# Imperial Chemical Industries
Imperial Chemical Industries, ICI (рус. «Импириал кемикал индастрис») — британская химическая компания. В свои лучшие времена была крупнейшей производственной компанией в Британской империи и обычно рассматривалась как «ведущая в британской экономике». Производила краски, ингредиенты для продуктов питания, специальные полимеры, электроматериалы, ароматизаторы, вкусовые добавки и другие продукты. На производстве работало около 29 тысяч человек, а оборот был чуть более £5млрд в 2006 году. Компания являлась независимой с 1926 по 2008 год со штаб-квартирой в Мильбанке (англ.) в Лондоне и была составной частью биржевых индексов FT 30 и FTSE 100. С января 2008 вошла в состав AkzoNobel, голландского промышленного конгломерата, одного из крупнейших производителей химической продукции в мире, и AkzoNobel полностью интегрировала ICI.

## История

### Развитие бизнеса
Компания была образована путём слияния предприятий Brunner Mond, Nobel Explosives, United Alkali Company и British Dyestuffs Corporation. Штаб-квартира с 1928 года располагалась в Мильбанке в Лондоне.
Конкурируя с DuPont и IG Farben, новая компания производила химические реагенты, взрывчатые вещества, удобрения, инсектициды, красители, цветные металлы и краски. В первом году своего существования товарооборот составлял 27 миллионов фунтов стерлингов.
В 1920-х и 1930-х компания играла ключевую роль в разработке новых химических продуктов: красителя фталоцианина (1929), акриловой пластмассы Perspex (1932), краски Dulux (1932, совместная разработка с DuPont), полиэтилена (1937), Терефталат полиэтилена волокно, известное как Терилен (1941).
ICI также приобрела Sunbeam Motorcycles, которая пришла вместе с Nobel Industries, и включилась в производство мотоциклов вплоть до 1937 года.
В 1940-х и 1950-х годах основывает своё фармацевтическое производство и разрабатывает ряд важнейших продуктов, включая Paludrine (1940-е, антималярийный препарат), галотан (1951, анестетик), индерал (1965, бета-блокатор), тамоксифен (1978, часто используется при раке молочной железы), PEEK (1979, сильнодействующий анальгетик). В 1957 году ICI образует ICI Pharmaceuticals.
В 1950-х ICI разрабатывает ткани, известные как кримплен. Кримплен — толстая полиэфирная нить, используемая для того, чтобы сделать ткань соответствующую названию. Полученная ткань более тяжелая, устойчивая к образованию складок и долго сохраняющая хороший вид. Калифорнийская дизайнер Эдит Флегг (англ.) первой импортировала ткань из Британии в США. В течение первых двух лет ICI выплачивала Флегг большой рекламный бюджет, чтобы она популяризировала ткань в Америке.
На первом этапе разработка пестицидов включала: Gramoxone (1962, гербицид), инсектицид пиримифос-метил (1967) и пиримикарб в (1970), brodifacoum (родентицид) был разработан в 1974 году. В конце 1970-х годов ICI стал впервые разрабатывать синтетические пиретроидные инсектициды, такие как лямбда-цихалотрин.
ICI столкнулась с национализацией её цехов в Бирме 1 августа 1962 года, как с последствием военного переворота. В 1971 году компания приобрела Atlas Chemical Industries Inc., главного конкурента.
В течение 1980-х годов (с 1982 по 1987) компанией руководил харизматичный Джон Харви Джонс. Под его руководством компания приобрела Beatrice Chemical Division в 1985 году и Glidden Coatings & Resins, лидера в производстве красок в 1986 году.

### С 1991 по 2007 годы. Реорганизация бизнеса
В 1991 году ICI продала Norsk Hydro сельскохозяйственные и товаророзничные предприятия BritAg и Scottish Agricultural Industries.
В 1991 году компания успешно избежала враждебного поглощения конгломератом Hanson (англ.). Она также передает свою Soda Ash в Brunner Mond, завершая объединение с трейдом, который изначально сосуществовал с компанией (наследник Brunner, Mond&Co. Ltd.).
В 1993 компания отделила свои биосинтетические фармацевтические отрасли: фармацевтику, сельхозхимию, отрасль, связанную с семенами и биологическими продуктами, — все были преобразованы в новую независимую компанию, названную Zeneca Group (которая успешно объединилась с Astra AB и образовала AstraZeneca PLC).
В 1994 году Чарльз Миллер Смит был назначен главой Исполнительного Офиса. Это был один из немногих случаев, когда человек не из ICI приступал к руководству компанией. Впоследствии компания приобрела ряд разработчиков Unilever с целью двигаться прочь от компании исторической надежды к химическим товарам. В 1997 году ICI приобрела National Starch & Chemical, специальное химическое производство Unilever. Этот шаг был частью стратегии, заключающейся в том, чтобы двигаться вперед от циклического массового производства химических соединений. Через год она приобрела Rutz & Huber, швейцарского производителя красок.
Имея 4 миллиарда долга, компания стала распродавать свои товарные химические отрасли.
- Расположение химических отраслей массового производства включало продажу её австралийской дочерней компании, ICI Australia, стоимостью в 1,7 миллиарда франков в 1997 году,[20] и её полиэфирной химической отрасли в DuPont стоимостью в 3 миллиарда франков также в 1997 году.[21]
- На следующий год она купила Acheson Industries Inc., электрохимическую компанию.[22]
- В 2000 году ICI продала свой нефтяной бизнес на Teesside и Tioxide, свою титановую дочернюю компанию, компании Huntsman Corporation за 1,7 миллиарда франков.[23] Она продала также последнюю из своих химических отраслей компании Ineos за 0,3 миллиарда франков.[24]
- В 2006 году компания продала Quest International, производство вкусов и ароматов, компании Givaudan за 1,2 миллиардов франков,[25] а также Uniqema, свой текстильный бизнес[26]

Распродав большую часть его исторически выгодных фирм предметов потребления, и многие из новых фирм специальности, которые это было не в состоянии объединить, компания состояла, главным образом, из бизнеса красок Dulux, который быстро счел себя предметом поглощения AczoNobel.

### 2007, покупка компанией AkzoNobel

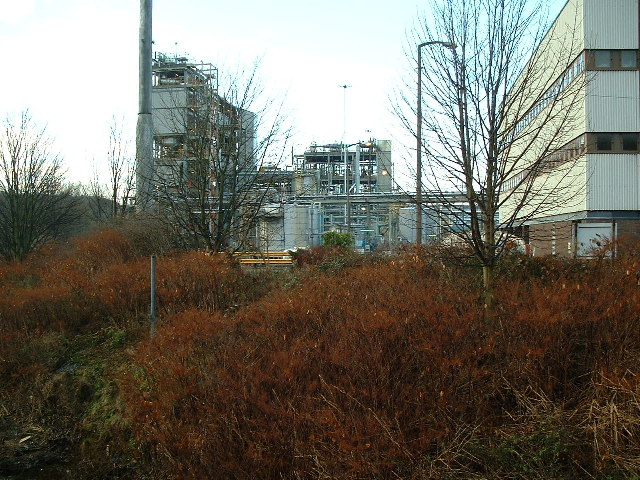
Завод ICI в Хаддерсфилде (Уэст-Йоркшир), ныне принадлежащий Syngenta

Голландская фирма AkzoNobel  предлагала £7,2 млрд ($14,5 млрд или €10,66 млрд) для ICI в июне 2007 года. Проблемной областью о потенциальном соглашении был британский пенсионный фонд ICI, у которого были будущие долги больше чем £9 млрд. Проблемы с регулирующими органами Великобритании и других рынков существенного присутствия Dulux и Crown Paints также были поводом для беспокойства. В Великобритании после объединения у Akzo было-бы 54%-ая доля на рынке красок.
Начальное предложение было отклонено правлением ICI и большинством акционеров, но последующее на сумму в 8 млрд ф. с. (€11,82 млрд) было принято ICI в августе 2007.
В 8 утра 2 января 2008 года был объявлено о завершении поглощения. Акционеры ICI за одну акцию получали 6,7 ф. с. наличными или кредитными расписками Akzo. В то время Akzo согласился продать дочернюю Crown Paints для успокоения европейского комиссара по конкуренции.
Проблемы относительно британской программы пенсионного обеспечения ICI были изучены ICI и Akzo..

## Операции
ICI управлял многими химическими предприятиями во всем мире. В Великобритании главные заводы были расположены следующим образом:
- Billingham (в Стоктоне-он-Тис) и Вильтон (в настоящем моменте Redcar и Кливленд): ICI использовал сайт, чтобы произвести удобрения в 1920-х и продолжал производить пластмассы в Billingham в 1934. Во время Второй мировой войны ICI произвел синтетический аммиак для взрывчатых веществ.[34] Подразделение ICI Billingham было расколото на Тяжелое Органическое Подразделение Химикатов ICI и Сельскохозяйственное Подразделение ICI в 1960-х. С 1971 до 1988 Физика ICI и Секция Радиоизотопов (позже известный как Tracerco) управляли маленькой Общей Атомной энергетикой, TRIGA отмечают I ядерный реактор на его фабрике Billingham для производства радиоизотопов, используемых в потоке и инструментах уровня и т. д.[35]
- Blackley (в Манчестере): ICI использовал сайт, чтобы произвести красители. Бизнес краски, известный как Подразделение Красителей ICI в 1960-х, прошёл несколько перестроек. В течение лет это было объединено с другими фирмами химических продуктов тонкого органического синтеза и стало Цветами ICI и Чистыми реактивами и затем Особенностями ICI.[36]
- Ранкорн (в Чешире): ICI использовал сайт, чтобы произвести хлор и едкий натр.[37] Много лет это было известно как ICI Mond Подразделение, но позже стало частью Подразделения Химикатов и Полимеров ICI. Место Ранкорна было также ответственно за развитие HiGEE и Вращающихся понятий Реактора Диска, которые были развиты профессором Колином Рэмшоу и которые привели к понятию Интенсификации Процесса: исследование относительно этих новых технологий теперь преследуется Process Intensification Group в Ньюкаслском университете.[38]
- Winnington и Wallerscote (в Northwich, Чешире): Именно здесь ICI произвел карбонат натрия (поташ) и его различные побочные продукты, такие как сода, и натрий sesquicarbonate. Место Winnington, сначала построенное в 1873 предпринимателями Джоном Томлинсоном Бруннером и Людвигом Мондом, было также основой для прежнего компания Brunner, Mond & Co. Ltd и, после слияния компаний, которое создало ICI, влиятельное и влиятельное Щелочное Подразделение. Именно в лабораториях здесь, в 1933, полиэтилен был сначала обнаружен случайно во время экспериментов в реакции высокого давления.[39] Wallerscote был построен в 1926, его строительство, отсроченное Первой мировой войной, и стал одной из крупнейших фабрик, посвященных единственному продукту (поташ) в мире.[40] Однако, уменьшающаяся уместность поташа торговля к ICI в пользу более новых продуктов, таких как краски и пластмассы, означал, что к 1984 место Wallerscote было закрыто, и после того главным образом уничтожало. Лаборатория, где полиэтилен был обнаружен, была распродана и стала домой ко множеству фирм включая след карта и paintballing, и Winnington Works были лишены к недавно сформированной компании, Brunner Mond, в 1991.

Ardeer (в Stevenston, Эршире): ICI Нобель использовал сайт, чтобы произвести динамит и другие взрывчатые вещества и основанные на нитроцеллюлозе продукты. Какое-то время место также произвело нейлон и азотную кислоту. Nobel Enterprises была продана в 2002 Inabata.
- Слау (в Беркшире): Штаб ICI Красит Подразделение.[42]
- Уэлвин Гарден-Сити (в Хартфордшире): Штаб Подразделения Пластмасс ICI до начала 1990-х.[43]

## Дочерние компании

### Imperial Metal Industries
Imperial Metal Industries public liability company (сокр. IMI plc) — британская многоотраслевая компания, функционирующая с 1862 г., преимущественно в сфере металлургической и химической промышленности. Практически все проекты создания британских и некоторых центрально- и западноевропейских ракетных вооружений в 1960-е гг. использовали те или иные компоненты силовой установки (двигатели стартовой, маршевой и терминальной ступеней) производства данной компании. До 1977 г. находилась в составе ICI. Была крупнейшим в Европе производителем титана различных марок, специализировалась в разработке и промышленных производстве тугоплавких титановых и ниобиевых сплавов для авиационной промышленности. Головной офис компании располагался в Бирмингеме.